# Waterville (Iowa)
Waterville és una població dels Estats Units a l'estat d'Iowa. Segons el cens del 2000 tenia 145 habitants.

## Demografia
Segons el cens del 2000, Waterville tenia 145 habitants, 53 habitatges, i 39 famílies. La densitat de població era de 130,2 habitants/km².
Dels 53 habitatges en un 37,7% hi vivien nens de menys de 18 anys, en un 60,4% hi vivien parelles casades, en un 3,8% dones solteres, i en un 26,4% no eren unitats familiars. En el 20,8% dels habitatges hi vivien persones soles el 9,4% de les quals corresponia a persones de 65 anys o més que vivien soles. El nombre mitjà de persones vivint en cada habitatge era de 2,74 i el nombre mitjà de persones que vivien en cada família era de 3,21.
Per edats la població es repartia de la següent manera: un 32,4% tenia menys de 18 anys, un 5,5% entre 18 i 24, un 27,6% entre 25 i 44, un 23,4% de 45 a 60 i un 11% 65 anys o més.
L'edat mediana era de 37 anys. Per cada 100 dones de 18 o més anys hi havia 117,8 homes.
La renda mediana per habitatge era de 35.625 $ i la renda mediana per família de 36.667 $. Els homes tenien una renda mediana de 26.250 $ mentre que les dones 16.875 $. La renda per capita de la població era de 12.277 $. Entorn del 7,9% de les famílies i el 10,3% de la població estaven per davall del llindar de pobresa.

## Poblacions més properes
El següent diagrama mostra les poblacions més properes.